# Кляйн, Таня
Таня Кляйн (нем. Tanja Klein, род. 20 ноября 1969, Мюнхен) — австрийская профессиональная велогонщица. Трёхкратная чемпионка Австрии по шоссейному велоспорту.

## Карьера
В 1996 году была включена состав сборной Австрии на летних Олимпийских играх в Атланте. На них выступила в групповой и индивидуальной гонке на шоссе и гонке по очкам на треке.
Становилась чемпионкой Австрии в групповой гонке в 1995, 1996 и 1998 годах и в индивидуальной гонке в 1996 году. В 1995 и 1997 годах занимала второе место в индивидуальной гонке чемпионата Австрии.

## Достижения
1994
4-й этап Джиро Донне
1995
 Чемпионат Австрии — групповая гонка
Гран-при Винтертура
2-я на Чемпионате Австрии — индивидуальная гонка
2-я на Tour de Leimental
3-я на Steiermark Rundfahrt
1996
 Чемпионат Австрии — индивидуальная гонка
 Чемпионат Австрии — групповая гонка
Весенняя премия Кадольцбурга
Гран-при кантона Аргау
23-я на Олимпийских играх — индивидуальная гонка
22-я на Олимпийских играх — групповая гонка
1997
2-я на Чемпионате Австрии — индивидуальная гонка
1998
 Чемпионат Австрии — групповая гонка

### Статистика выступления наГранд-турах
| Гонка / Год         | 1994 | 1995 | 1996 |
| ------------------- | ---- | ---- | ---- |
| Гранд Букль феминин | —    | —    | 51   |
| Тур де л'Од феминин | 47   | —    | —    |
| Джиро Роза          | 42   | 23   | —    |